# Прімавера-ду-Лесті (мікрорегіон)

Прімавера-ду-Лесті на карті штату Мату-Гросу

Прімавера-ду-Лесті (порт. Microrregião de Primavera do Leste) — мікрорегіон в Бразилії, входить до штату Мату-Гросу. Складова частина мезорегіону Південний схід штату Мату-Гросу. Населення становить 85 593 чоловік на 2006 рік. Займає площу 10 266,762 км². Густота населення — 8,3 чол./км².

## Склад мікрорегіону
До складу мікрорегіону включені наступні муніципалітети:
1. Кампу-Верді
2. Прімавера-ду-Лесті

| Бразилія | Це незавершена стаття з географії Бразилії. Ви можете допомогти проєкту, виправивши або дописавши її. |